# 60. Grammy-gála
Az 60. Grammy-gála megrendezésére 2018. január 28-án került sor a New York-i Madison Square Gardenben. A műsort a CBS tévécsatorna közvetítette. A showt összesen 19,8 millió néző követte nyomon.

## Díjazottak és jelöltek
A nyertesek és a jelöltek kategóriánként:

### Általános
Az év felvétele
- "24K Magic" – Bruno Mars
- "Redbone" – Childish Gambino
- "Despacito" – Luis Fonsi and Daddy Yankee featuring Justin Bieber
- "The Story of O.J." – Jay-Z
- "Humble" – Kendrick Lamar

Az év albuma
- 24K Magic – Bruno Mars
- "Awaken, My Love!" – Childish Gambino
- 4:44 – Jay-Z
- Damn – Kendrick Lamar
- Melodrama – Lorde

Az év dala
- "That's What I Like" – Bruno Mars
- "Despacito" – Luis Fonsi and Daddy Yankee featuring Justin Bieber
- 4:44 – Jay-Z
- "Issues" – Julia Michaels
- "1-800-273-8255" – Logic featuring Alessia Cara & Khalid

Legjobb új előadó
- Alessia Cara
- Khalid
- Lil Uzi Vert
- Julia Michaels
- SZA

## Fellépők
| Előadó(k)                                                             | Dal(ok)                                                                                               |
| --------------------------------------------------------------------- | --- |
| Kendrick Lamar U2 Dave Chappelle                                      | "XXX" "DNA" "Big Shot" "New Freezer" King's Dead"                                                     |
| Lady Gaga Mark Ronson                                                 | "Joanne" "Million Reasons"                                                                            |
| Sam Smith                                                             | "Pray"                                                                                                |
| Little Big Town                                                       | "Better Man"                                                                                          |
| Jon Batiste Gary Clark Jr. Joe Saylor                                 | Tribute to Fats Domino and Chuck Berry: "Ain't That a Shame" "Maybellene"                             |
| Luis Fonsi Daddy Yankee Zuleyka Rivera                                | "Despacito"                                                                                           |
| Childish Gambino                                                      | "Terrified"                                                                                           |
| Pink                                                                  | "Wild Hearts Can't Be Broken"                                                                         |
| Bruno Mars Cardi B                                                    | "Finesse" (with elements of "Gett Off", "Jump Around" and "Bartier Cardi")                            |
| Sting Shaggy                                                          | "Englishman in New York" "Don't Make Me Wait"                                                         |
| DJ Khaled Rihanna Bryson Tiller                                       | "Wild Thoughts"                                                                                       |
| Eric Church Maren Morris Brothers Osborne                             | Tribute to the victims of the 2017 Las Vegas shooting and Manchester Arena bombing: "Tears in Heaven" |
| Kesha Camila Cabello Cyndi Lauper Julia Michaels Andra Day Bebe Rexha | "Praying"                                                                                             |
| U2                                                                    | "Get Out of Your Own Way"                                                                             |
| Elton John Miley Cyrus                                                | "Tiny Dancer"                                                                                         |
| Ben Platt                                                             | Tribute to Leonard Bernstein: "Somewhere"                                                             |
| Patti LuPone                                                          | Tribute to Andrew Lloyd Webber: "Don't Cry for Me Argentina"                                          |
| SZA                                                                   | "Broken Clocks"                                                                                       |
| Chris Stapleton Emmylou Harris                                        | Tribute to Tom Petty: "Wildflowers"                                                                   |
| Logic Alessia Cara Khalid                                             | Tribute to Chris Cornell and Chester Bennington: "1-800-273-8255"                                     |